# Carl-Julius Cronenberg

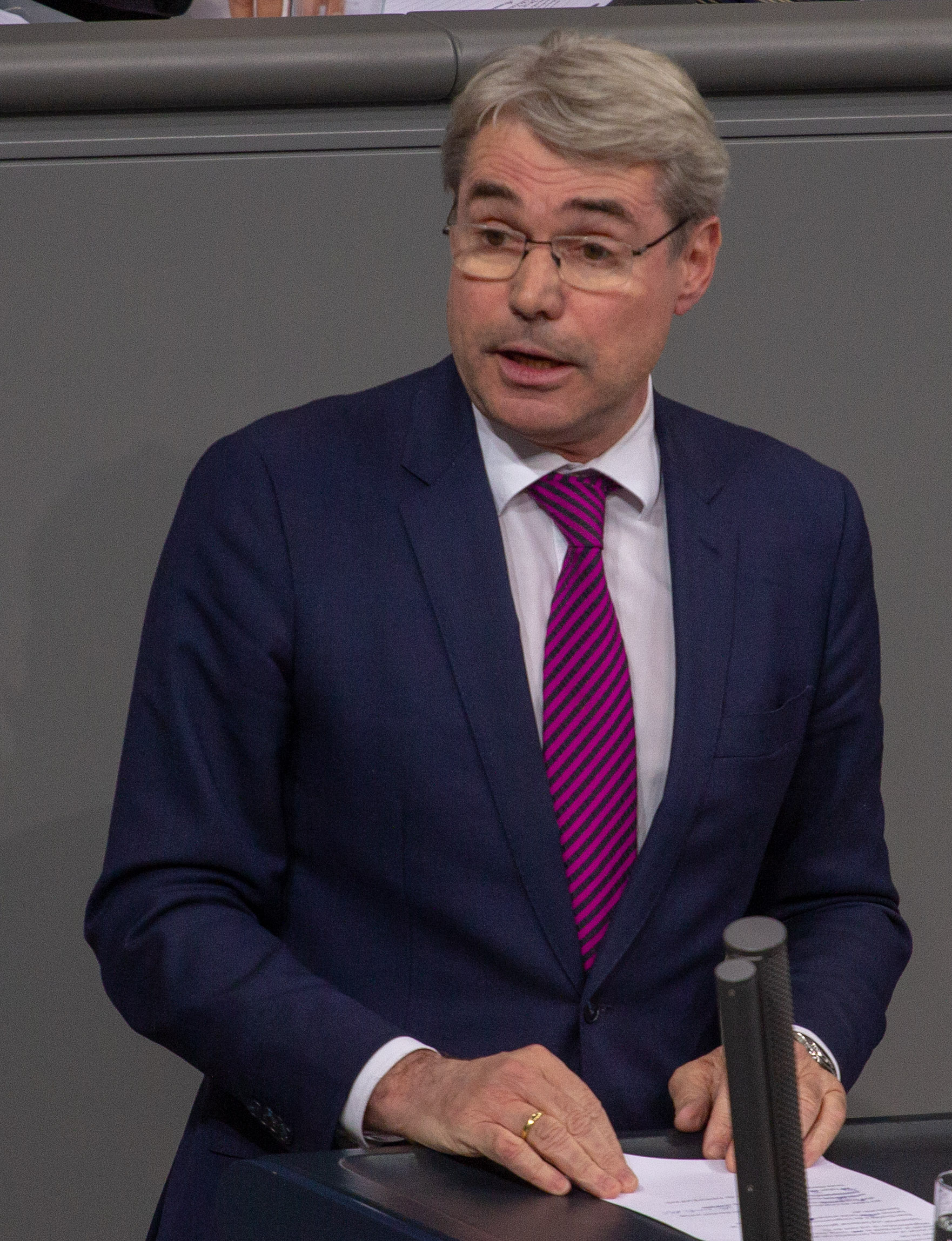
Carl-Julius Cronenberg im Bundestag, 2019

Carl-Julius Cronenberg (* 30. Juli 1962 in Arnsberg) ist ein deutscher Unternehmer und Politiker (FDP). Er war von 2017 bis 2025 Mitglied des Deutschen Bundestages.

## Leben
Cronenberg ist der Sohn des Unternehmers und Politikers Dieter-Julius Cronenberg. Er studierte Wirtschaftswissenschaften in Lausanne. Seit 1991 ist er geschäftsführender Gesellschafter des Unternehmens Julius Cronenberg Sophienhammer, JCS, mit Sitz in Arnsberg-Müschede. Cronenberg ist verheiratet und hat drei Kinder.

## Politik
Seit 1999 ist Cronenberg Mitglied im Stadtrat von Arnsberg. Für die Bundestagswahl 2017 trat er im Wahlkreis Hochsauerlandkreis an und zog über die Landesliste der FDP Nordrhein-Westfalen in den 19. Deutschen Bundestag ein. Dort gehört er dem Ausschuss für Arbeit und Soziales sowie als Stellvertreter dem Ausschuss für die Angelegenheiten der Europäischen Union und der Enquete-Kommission Künstliche Intelligenz an. Er zog bei der Bundestagswahl 2021 erneut über die Landesliste seiner Partei in den Bundestag ein. Zur Bundestagswahl 2025 kandierte er erneut, schied aber auf Grund des Scheitern der FDP an der Fünf-Prozent-Hürde aus dem Bundestag aus.
Cronenberg ist außerdem Mitglied der überparteilichen Europa-Union Deutschland, die sich für ein föderales Europa und den europäischen Einigungsprozess einsetzt.

## Nebentätigkeiten
In der 19. Legislaturperiode erhielt er (Stand August 2020) mindestens 1,5 Millionen Euro aus Nebentätigkeiten und war damit zum Zeitpunkt der Erhebung an dritter Stelle unter den Spitzenverdienern aus Nebentätigkeiten.